# Эбберт, Иоганн Баптист
Иоганн Баптист Эбберт (20 января 1664 — 20 октября 1738) — немецкий писатель-богослов, педагог, монах-бенедиктинец и профессор канонического и церковного права в Зальцбурге.
Иоганн Баптист Эбберт родился в Мольне, в 1688 году вступил в орден бенедиктинцев. Был отправлен в Зальцбург изучать право, где 3 ноября 1695 года получил докторскую степень в области канонического права. В 1703 году стал проканцлером Зальцбургского университета. В 1706 году оставил преподавание и перешёл на пасторскую работу, поселившись в Штайре, где и умер в возрасте 75 лет.
К его важнейшим работам относятся следующие: «Controversiae selectae ex universo iure canonico, publico, civili, feudali» (1698); «Jubilaeum» (1700); «Dе расе» (1700); «Bellum in selecta ex universo iure certamina divisum» (1702).